# مسجد سفيد (تبريز)
مسجد سفيد هو مسجد تاريخي يعود إلى عصر القاجاريون، ويقع في تبريز.